# Třeštice
Třeštice település Csehországban, a Jihlavai járásban. Třeštice Doupě, Hodice, Růžená, Telč és Sedlejov településekkel határos. Lakosainak száma 164 fő (2024. január 1.).

## Népesség
A település lakosságának változását az alábbi diagram mutatja:
| Lakosok száma | 282  | 260  | 297  | 163  | 126  | 112  | 144  | 151  | 156  | 164  |
|               | 1869 | 1900 | 1921 | 1961 | 1980 | 2011 | 2016 | 2019 | 2021 | 2024 |